# 圣阿芒马尼亚泽
圣阿芒马尼亚泽（法語：Saint-Amand-Magnazeix）是法国利穆赞大区上维埃纳省的一个市镇，属于贝拉克区沙托蓬萨县。该市镇2009年时的人口为523人。

## 人口
圣阿芒马尼亚泽人口变化图示
| 数据来源：INSEE |